# Tronchoy
Tronchoy é uma comuna francesa na região administrativa de Borgonha-Franco-Condado, no departamento de Yonne. Estende-se por uma área de 6,46 km². Em 2010 a comuna tinha 130 habitantes (densidade: 20,1 hab./km²).